# Gwibber
Gwibber — клиент микроблогов для среды GNOME. Распространяется под лицензией GNU GPL.
Поддерживает Linux. До версии 3.0 был написан на языке программирования Python с использованием библиотеки PyGTK. Начиная с версии 3.0 будет полностью переписан на языке программирования Vala. Включён по умолчанию в Ubuntu 10.04.

## Возможности программы
- Поддержка множества различных социальных протоколов[каких?];
- обеспечение объединённого потока всех сообщений;
- автоматическое сокращение длинных URL;
- встроенный инструмент поиска и поддержка сохранения истории поиска;
- проверка орфографии при вводе сообщения;
- настройка внешнего вида с помощью HTML тем;
- многоколоночный интерфейс для одновременного просмотра множества потоков.

## Поддерживаемые платформы
| Платформа           | Gwibber 1.x | Gwibber 2.x | Gwibber 3.x |
| ------------------- | ----------- | ----------- | ----------- |
| Brightkite          | Нет         | Да          | ?           |
| Digg                | Да          | Да          | Да          |
| Facebook            | Да          | Да          | Да          |
| Flickr              | Да          | Да          | Да          |
| Foursquare          | ?           | ?           | Да          |
| FriendFeed          | Нет         | Да          | Да          |
| Google+             | Нет         | Нет         | ?           |
| Google Reader       | Да          | Нет         | ?           |
| identi.ca/StatusNet | Да          | Да          | Да          |
| OCS                 | Нет         | Да          | ?           |
| Pidgin              | Да          | Нет         | ?           |
| Ping.fm             | Да          | Нет         | Да          |
| Qaiku               | Нет         | Да          | Да          |
| RSS/Atom            | Да          | Нет*        | ?           |
| Sina                | ?           | ?           | Да          |
| Sohu                | ?           | ?           | Да          |
| Twitter             | Да          | Да          | Да          |
| ВКонтакте           | Нет         | Нет         | Да (плагин) |

- Support for RSS/Atom will be re-added in Gwibber version 3